# Phrurolithus paludivagus
Espèce
Phrurolithus paludivagus est une espèce d'araignées aranéomorphes de la famille des Phrurolithidae.

## Distribution
Cette espèce est endémique de Géorgie aux États-Unis,. Elle se rencontre dans les marais d'Okefenokee.

## Description
Le mâle holotype mesure 2,4 mm et la femelle paratype 3,2 mm.

## Publication originale
- Bishop & Crosby, 1926 : Notes on the spiders of the southeastern United States with descriptions of new species. Journal of the Elisha Mitchell Scientific Society, vol. 41, no 3/4, p. 163-212 (texte intégral).